# フレンドリー・ファイアーズ
フレンドリー・ファイアーズ (Friendly Fires) は、2008年にデビューしたイギリスのロック・バンド。代表曲は「パリス」（Paris）、「スケルトン・ボーイ」（Skeleton Boy）、「キス・オブ・ライフ」（Kiss of Life）、「リヴ・ゾーズ・デイズ・トゥナイト」（Live Those Days Tonight）など。2009年7月にはマーキュリー・プライズにノミネートされた。

## 略歴

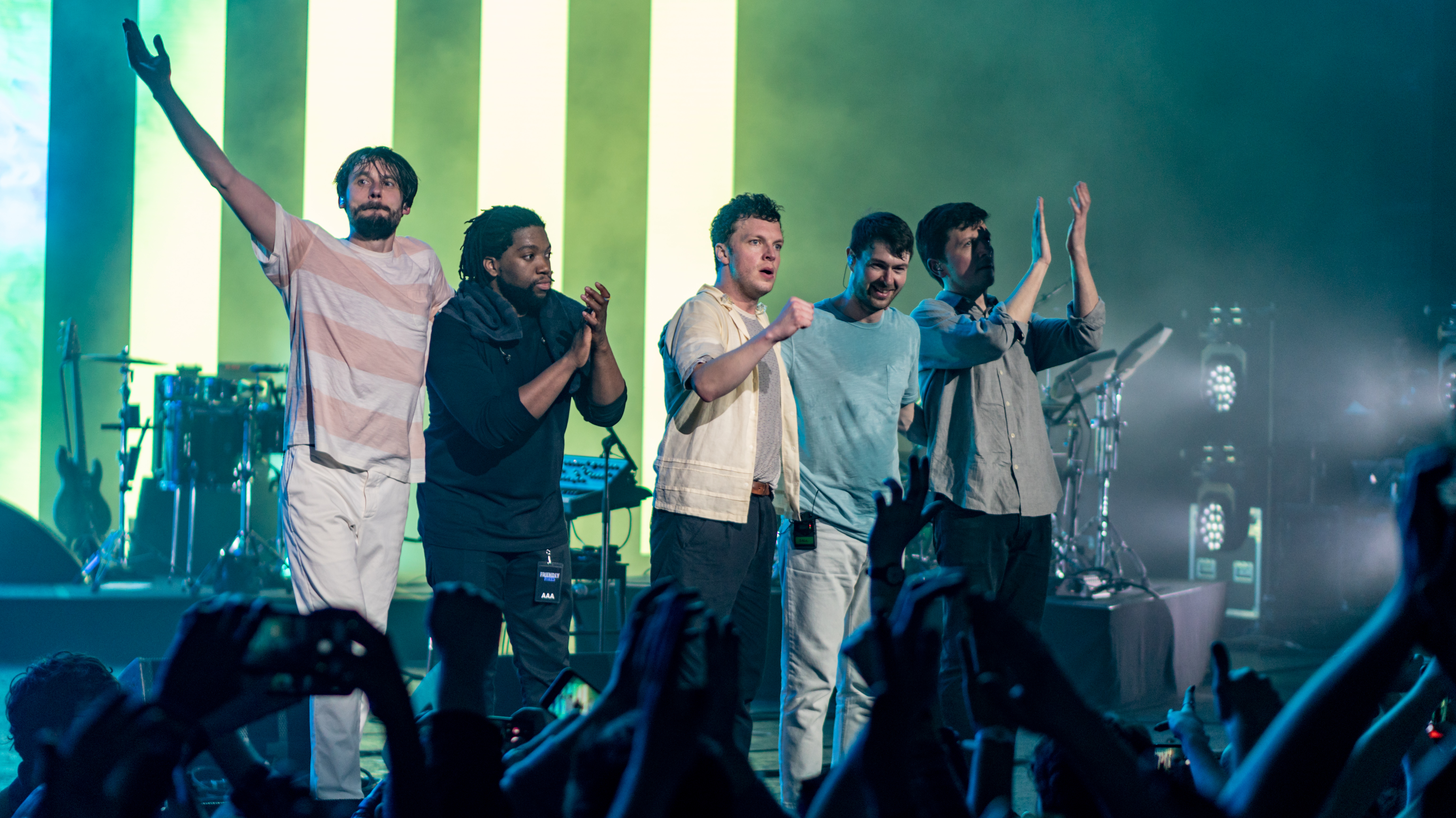
ライブでのバンド（2018年）

ロンドン郊外の町、セント・オールバンズ出身の3ピース・バンド。ボーカリスト兼ベーシストのエド・マクファーレン、ドラマーのジャック・サヴィッジ、ギタリストのエド・ギブソンが14歳の頃から音楽活動をはじめ、最初に「ファースト・デイ・バック」というハードコア・バンドを結成。その後80年代のダンス・ミュージックに傾倒していき、Factory RecordsのSection 25の曲名からとられた「フレンドリー・ファイアーズ」を結成。
2006年に最初のEP『フォトブース』をリリース。このEPにはシカゴ・ハウスの代表曲の1つであるフランキー・ナックルズ「ユア・ラヴ」のカヴァーが収録された。2007年にリリースされたシングル「パリス」はNME誌とGuardian誌の両方から「今週のシングル」に選出されデビュー前から大きな注目を集めた。
2008年9月にXLレコーディングスからデビュー・アルバム『フレンドリー・ファイアーズ』をリリース。全英初登場38位を記録。その後、年明けのツアーをきっかけに売上を伸ばし続け、マーキュリー・プライズへのノミネート後は36位まで上昇。2009年8月に新曲1曲とリミックス、ライヴ映像等をつけた『フレンドリー・ファイアーズ (エクスパンデッド・エディション)』をリリースし全英初登場21位を記録した。
2010年9月、アメリカ出身のアーティスト、フランク・ミラーが監督を務めたグッチ・ギルティのCMにデペッシュ・モード「ストレンジラヴ」のカヴァー曲を提供した。
2010年10月、ミックスCD『BUGGED OUT! PRESENTS SUCK MY DECK』をリリース。
2011年5月、2ndアルバム『パラ』(PALA)をリリースし全英初登場6位を記録。
2014年4月にはアンドリュー・ウェザオール率いるジ・アスフォデルスとの共作シングル「Before Your Eyes / Velo」を発表。

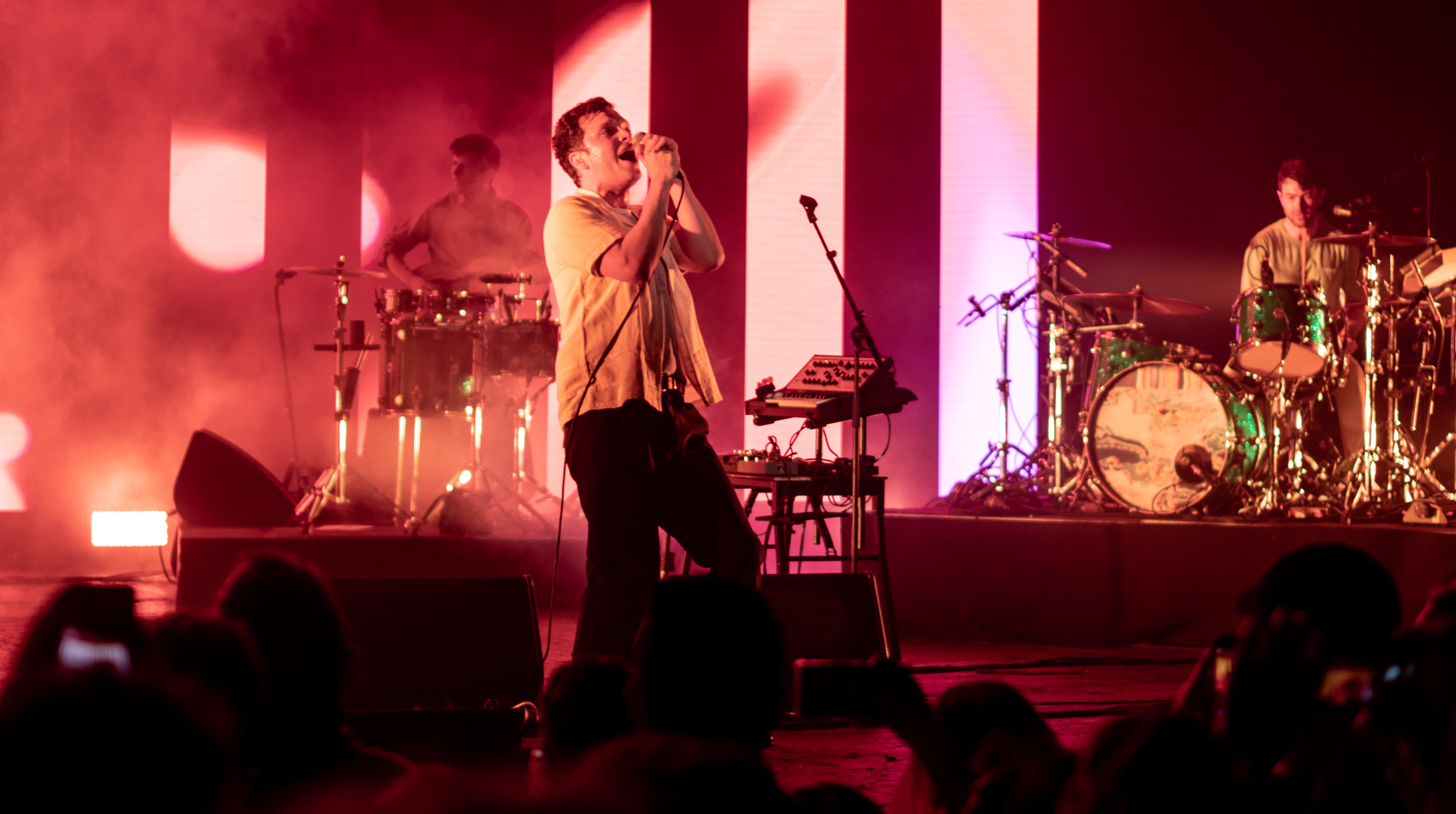
ライブで演奏するバンド（2018年）

2017年9月、しばらく活動していなかったバンドは2018年から活動を再開することを発表する。
2019年8月16日、8年ぶりとなる3rdアルバム『Inflorescent』を発表する。

## ライブ・パフォーマンス
ライブ時、ボーカルのエド・マックは彼特有の風変わりなダンスを踊る。このダンスはすでにフレンドリー・ファイアーズの名物となっており、「スケルトン・ボーイ」や「キス・オブ・ライフ」のプロモーション・ビデオではその一部を垣間見ることができる。ライブではエド・マックに代わってサポート・メンバーのジャック・ハムソンがベースを演奏している。
ライブ・パフォーマンスには定評があり、2009年からはサックス、トランペットのブラス・セクションを従えライブを行っている。

## ディスコグラフィー

### オリジナル・アルバム
- Friendly Fires / フレンドリー・ファイアーズ （2008年）
  - Friendly Fires (Expanded Edition) （2009年）
- Pala / パラ （2011年）
  - Pala (Japan Tour Limited Edition) （2011年）
- Inflorescent （2019年）

### コンピレーション・アルバム
- BUGGED OUT! PRESENTS SUCK MY DECK（2010年）
- Late Night Tales: Friendly Fires（2012年）

### コラボレーション
- Lone
  - Bestivalのライブにてコラボレーション楽曲「Love Like Waves」を披露[4]。（2011年）

 エド・マクファーレン 
- FaltyDL
  - FaltyDLの楽曲「She Sleeps」にゲスト・ボーカルで参加[5]。（2012年）
- Disclosure
  - Disclosureの楽曲「Defeated No More」にゲスト・ボーカルで参加[6]。（2013年）

## 来日公演
- 2008年
  - 8月7日 渋谷duo music exchange with Hot Chip
  - 8月9日 千葉 幕張メッセ - SUMMER SONIC TOKYO
  - 8月10日 大阪 舞洲スポーツアイランド - SUMMER SONIC OSAKA
  - 12月4日 東京 Shibuya O-EAST
  - 12月5日 大阪 SOMA
- 2011年
  - 2月25日 東京 代官山UNIT
  - 8月13日 大阪 舞洲サマーソニック大阪特設会場 - SUMMER SONIC OSAKA
  - 8月14日 千葉 幕張メッセ - SUMMER SONIC TOKYO
  - 12月1日 大阪 umeda AKASO
  - 12月2日 東京 STUDIO COAST
- 2012年
  - 9月1日 神奈川 さがみ湖リゾート プレジャーフォレスト - XLAND 2012
- 2018年
  - 8月18日 千葉 幕張メッセ - SUMMER SONIC TOKYO
  - 8月19日 大阪 舞洲サマーソニック大阪特設会場 - SUMMER SONIC OSAKA
- 2019年
  - 4月28日 東京 渋谷ストリームホール
  - 4月29日 東京 渋谷ストリームホール
- 2025年
  - 1月4日 千葉 幕張メッセ - rockin'on sonic